# José María Santonja y Almella
José María Luis Santonja Almella (Biar, 13 de noviembre de 1851 - Valencia, 22 de febrero de 1906) fue un aristócrata y político alicantino, hijo de Luis Santonja, marqués de Villagracia. Heredó el título a la muerte de su padre y en 1881 obtuvo por casamiento con Julia Mercader y Tudela el de conde consorte de Buñol. Se licenció en derecho en la Universidad de Madrid y después continuó los estudios en la Sorbonne y la Universidad Libre de Bruselas. Como miembro del Partido Moderado y posteriormente del Partido Conservador fue escogido diputado por el distrito de Monóvar en las elecciones generales de España de 1876 y por el de Alicante en las de 1879 y 1884. 
En 1881 se estableció en Valencia, donde fue vicepresidente de la Compañía de los Ferrocarriles Económicos de La Alcudia-Yecla por Alcoy y Villena, director de la Real Sociedad Económica de Amigos del País de Valencia, presidente de la Sociedad Valenciana de Agricultura y en 1887 fundó el Círculo Proteccionista de Valencia con José Botella Andrés. Debido a su filiación con Francisco Romero Robledo perdió el escaño y fue regidor de Valencia entre 1889 y 1893. Posteriormente se reconcilió con Cánovas del Castillo y fue escogido nuevamente diputado por Villena en las elecciones generales de España de 1896 y 1899. Fue nombrado senador por la provincia de Alicante en 1903-1903 y por la provincia de Valencia en 1903-1906.